# Stop Crying Your Heart Out
"Stop Crying Your Heart Out" är den brittiska gruppen Oasis tjugoförsta singel och den andra från albumet Heathen Chemistry. Låten, som släpptes den 17 maj 2002, nådde andra plats på brittiska singellistan och blev nummer ett i Italien.

## Låtförteckning
- CD-singel / EP

1. "Stop Crying Your Heart Out" – 5:02
2. "Thank You for the Good Times" – 4:32
3. "Shout It Out Loud" – 4:20

- DVD (RKIDSDVD 24)

1. "Stop Crying Your Heart Out" - 5:03
2. "Stop Crying Your Heart Out" (demo) - 5:09
3. 10 Minutes of Noise and Confusion - pt two - 7:24

## Medverkande
- Noel Gallagher – gitarr, sång
- Liam Gallagher – sång
- Andy Bell – elbas
- Alan White – trummor
- Gem Archer – piano